# Irina Loghin
Irina Loghin (Gura Vitioarei, 19 de fevereiro de 1939) é uma cantora romena, considerada a "Rainha da Música Folclórica Romena".

## Vida
Filha de Efrim e Elena, e tendo cinco irmãos, a bela Irina nasceu e cresceu no seio de uma família numerosa, em que todos cantavam. Mas rapidamente ela se destacou e não pôde fugir ao destino de se tornar uma celebridade.
Estudou no Liceu de Artes de Bucareste, prosseguindo, depois, os estudos a nível superior na Escola Popular de Artes de Ploieşti. Em 1962, concorreu para solista da orquestra "Ciocârlia", de Bucareste, e, depois de passar por muitas fases, foi escolhida, ao lado de Maria Ciobanu. Acabou, assim, por deixar definitivamente a sua feérica terra natal e mudar-se para a capital, onde iniciou, em 1963, a sua vida artística a nível profissional, com uma rápida ascensão. Seria ainda solista das orquestras "Barbu Lăutaru" e "Ciprian Porumbescu".
Irina Loghin tornou-se um verdadeiro mito da música popular romena, com muitos espectáculos, turnés nacionais e internacionais e álbuns de estrondoso sucesso. Ganhou todos os prémios e troféus, tendo sido ainda condecorada pelo Estado Romeno com o grau de Grande Oficial da Ordem "Mérito Cultural".
Criou um repertório extraordinário e singular no que diz respeito à música popular romena, com centenas de registos, mas não deixou de experimentar também outros géneros musicais, como as romanzas, música cigana antiga e moderna, música ligeira, e até géneros mais universais, como o tango ou o flamenco, nos últimos anos.
Além disso, também mostrou, ocasionalmente, o seu grande talento como actriz, tendo, no seu currículo dois filmes, "Ratacire" (1978) e "Amurgul Fântânilor" (1983), bem como vários papéis, geralmente cómicos, interpretados para a Televisão Romena.
Casou-se com o lutador de lutas greco-romanas Ion Cernea e teve dois filhos, Ciprian e Irinuca. Sofreu interdições por parte do regime ditatorial romeno de Nicolae Ceauşescu, desde 1982 até à Revolução, em 1989. Entre 2004 e 2008, Irina foi senadora pelo "Partido Grande Roménia" (Partidul România Mare). Actualmente, continua em plena actividade artística, com uma juventude e beleza impressionantes para os seus 70 anos.

## Repertório
Eis algumas melodias representativas do extenso repertório de Irina Loghin:
- Mi-ai dat, mamă, cântecul
- Of dor, of mor
- Nici o boală nu-i mai grea
- Dorul de părinţi
- Asta e poteca mea
- Azi în sat e nuntă mare
- Mamelor, de sunteţi mame
- Bradului la munte-i place
- Cei trei brazi de la Sinaia
- Mioriţa
- Fetelor, mă ascultaţi
- În grădina casei mele
- Întoarce-te, bade, în sat
- Maică, m-ai crescut de mică
- Ş-ai necaz, necaz, necaz
- Câte griji are o mama
- De ce mamă, de ce tată
- De ce stai neică pe-afară
- Eu prin ţara am colindat
- Frate peline
- Geaba mă mai duc acasă
- În padurea verde deasă
- Ionel când treci pe vale
- Pe dealuri şi pe ponoare
- Pelinaş, pelin amar
- Prunule cu creanga-n vânt
- Să cânt cu drag omului
- Să-ţi fie neică de bine
- Spune măiculiţă, spune
- Tot am zis noroc, noroc
- A trecut aseara dorul
- Ai fost prima mea Iubire
- Am avut şi eu o viata
- Am cântat aşa în toată lumea
- Am crezut în ochii tăi
- Am iubit şi eu în viaţă
- Am venit să cânt iara
- Am visat
- Amară-i străinătatea
- Aşa-i românul
- Aşa-i viaţa de ţigan
- Asa-s fetele
- Ascultaţi bogaţilor
- Astă seară-o facem lată
- Banii mei munciţi de-o vară
- Bărbatul cât e de rău
- Blestemată-i America
- Bordeiaş, bordei, bordei
- Bună maicuţă, dragă tăicuţă
- Ca şi în telenovele
- Când aveam vreo 16 ani maicuţa mama
- Când eram copil acasă
- Câte leaturi au plecat
- Ce focşor şi ce amar
- Cine-a pus circiuma-n drum
- Ciuşdei, ciuşdei, măgăruşul meu
- Copii orfani
- Da da muzica
- Daţi-mi sticla cu otravă
- Daţi-mi vin să m-ameţesc
- De ce te-ai supărat
- De când e lumea lume
- De la mine la Ploieşti
- De-ai şti, mamă, traiul meu
- De-aş fi iară de 30 de ani
- De-aş putea mâine să mor
- Deschide gropare mormântul
- Din bucata mea de pâine
- Doamne la duşmanii mei
- Doamne, când ai făcut lumea
- Doamne, pe român ajută-l
- Dorul de părinţi
- Dorule, măi dor
- Dragă mamă, dragă tată
- Dragi părinţi
- Dragostea cea mare
- Dumă-n ţara doinelor
- Duşmane, n-ai avea parte
- Fai nevasta, fai muiere
- Fetelor,ma ascultaţi
- Fetiţa mamii, fetiţă
- Fir-ar să fie
- Fir-ar să fii măi Gheorghiţă
- Gheorghiţă
- Ghinion
- Groparu'
- Hai cu toţi să chefuim
- Hai fetiţo, puişor
- Hai noroc şi numai bucurii!
- Hai să-ntindem hora mare
- Haide, cântă-mi lăutare
- Iarnă, Iarnă blestemată
- În grădina lui Ion
- Încearcă să mă înţelegi
- Inimioară cu dor greu
- Întoarce-te bade în sat
- Ioane, Ioane ce-ai făcut
- Irea-i să fii măi Gheorghiţă
- Îşi cinsteşte baba moşul
- Jos pe vale pe cărare
- La duşmanii mei
- La necaz şi la durere
- Lume, lume ce-ai cu mine
- M-a făcut mama vedetă
- Mă tot ceartă soacra mea
- Măi bogate, măi bogate
- Mai întoarce, Doamne, roata
- Măi, Irina mamei
- Mamelor de sunteti mame
- Mi-ai dat mamă cântecul
- Naşule ce mândru eşti
- Nici o boală nu-i mai grea
- Noaptea s-a lăsat uşor
- Norocul...
- Nu mă mai bate bărbate
- Nu mai beau şi nu mai beau
- Nu te mira, lume dragă
- Pe sub poale de pădure
- Pe valul mării
- Rămâi în viaţa mea
- Repede se mai duc anii
- Să cânt cu drag omului
- Stau la mine-n casă
- Suflet negru, de tăciune
- Supărată-s pe bărbat
- Tată socrule fii gata
- Te iubesc la nebunie
- Tot am zis noroc, noroc
- Trece timpul
- Trenul vieţii
- Tu Ardeal
- Un om sta, plângea la Poartă
- Un ţigan avea o casă
- Valea Prahovei
- Viaţă de ţigan
- Vreau să ieşi din viaţa mea

## Duetos
Eis algumas das muitas melodias de sucesso cantadas em dueto com outros cantores:
Irina Loghin & Benone Sinulescu
- Cine bate seara la fereastra mea

Irina Loghin & Daniela Condurache
- Două mame şi o fată

Irina  Loghin & Daniela Condurache
- Spune măi vecine

Irina Loghin & Carmen Şerban
- Când aveam vreo 16 ani Măicuţă
- Hei Lume, Lume
- Naşule ce mândru eşti

Irina Loghin, Carmen Şerban & Adrian Minune
- Gagicarul

Irina Loghin, Carmen Şerban & Doru Calotă
- Încearcă să mă înţelegi

Irina Loghin & Irinuca Loghin
- Du-te dor şi nu te-ntoarce
- Pleaca Puiu` Militar

Irina Loghin & Fuego
- Măicuţa vrea să mă-nsor
- Mama şi fiul
- Valurile vieţii

## Colinde (Canções Tradicionais de Natal)
- A sosit ziua măreaţă
- Cine coase la fereastră
- Colindul Sf. Andrei
- Colindul Sf. Nicolae
- Era o seară liniştită
- Fecioara astăzi
- Hristos se naşte
- Îngerii cântau în ceruri
- La umbra crucii tale
- La Bethleem acolo-n jos
- Legănelul lui Isus
- Mândru-i cerul
- Marie maică Fecioară
- O, ce bucurie
- O, maicuţă, maica mea
- Trei crai de la răsărit